# Guernica (kommunhuvudort i Argentina)
Guernica är en kommunhuvudort i Argentina.   Den ligger i provinsen Buenos Aires, i den centrala delen av landet, 30 km söder om huvudstaden Buenos Aires. Guernica ligger 29 meter över havet och antalet invånare är 60 191.
Terrängen runt Guernica är mycket platt. Runt Guernica är det ganska tätbefolkat, med 166 invånare per kvadratkilometer.. Närmaste större samhälle är Banfield, 19,2 km norr om Guernica.
Runt Guernica är det i huvudsak tätbebyggt.